# فرودگاه بین‌المللی هوگو چاوز
فرودگاه بین‌المللی هوگو چاوز (به انگلیسی: Hugo Chávez International Airport) یک فرودگاه همگانی با کد یاتا CAP، در شهر کاپ-هائیتین کشور هائیتی است که یک باند فرود از جنس آسفالت دارد و طول باند آن ۲٬۶۵۲ متر است.

## شرکت‌های هواپیمایی و مقصدهای پروازی
| شرکت‌های هواپیمایی   | مقصدهای پروازی                              |
| ------------------- | ------------------------------------------- |
| امریکن ایرلاینز     | میامی                                       |
| اینترکارابین ایرویز | پراویدنشیالز                                |
| IBC Airways         | فورت لادردیل–هالیوود، میامی، لیندن پیندلینگ |
| سالسا دهائیتی       | توسن لوورتور                                |
| سان‌رایز ایرویز      | توسن لوورتور                                |